# Monte Loura
Il Monte Loura, con un'altezza di 1573 m.s.l.m., è la montagna più alta della Guinea. È il punto più a nord e la vetta più alta del Futa Jalon in Guinea a 7km dalla Prefettura Mali (chiamata anche Mali-ville). Fa parte di un complesso di montagne conosciute come il massiccio Tamgue (anche massiccio di Fouta-Djalon), che ha scogliere su tre lati, e offre una vista del Senegal e Mali. 
La sua caratteristica più interessante è il profilo roccioso che assomiglia a una donna anziana (conosciuta come la Dama del Mali o Néné Fouta), che può essere visto nel vicino villaggio di Dongol Lüüra.